# شهرستان ویلبارجر (تگزاس)
شهرستان ویلبارجر، تگزاس (به انگلیسی: Wilbarger County, Texas) یک سکونتگاه مسکونی در ایالات متحده آمریکا است که در تگزاس واقع شده‌است.

## خصوصیات
شهرستان ویلبارجر ۲٬۵۳۳٫۰۲ کیلومترمربع مساحت دارد.